# Pasión Viviente de Motilla del Palancar
La Pasión Viviente de Motilla del Palancar es una representación de la Pasión de Cristo, donde se representa desde la Entrada Triunfal de Jesús en Jerusalén hasta su Crucifixión y Muerte. La función tiene lugar por las calles del municipio, en varios puntos del casco histórico.
La Pasión motillana está declarada por la Junta de Comunidades como Fiesta de Interés Turístico Regional desde el 23 de febrero de 2010, como reconocimiento al gran esfuerzo que realizan todos los componentes de la Asociación Amigos del Teatro.

## Pasión y Muerte de nuestro señor Jesucristo

### Experiencia hecha vida
La Pasión Viviente tiene su inicio en el año 1992, cuando de la mano del sacerdote Don Silvestre Valero junto con un grupo de jóvenes catequistas, decidieron llevar a cabo una breve representación de La Pasión de Cristo. El lugar para escenificarlo fue la Iglesia. Hasta que se planteó otro gran reto, el más grande, salir a la calle, en el que se intentó consolidar el Auto Sacramental mejorando decorados y vestuario.
Fueron tiempos de gran dificultad y muchos cambios, como por ejemplo los escenarios o el guion, los textos se adaptan a los Evangelios. Las escenas representadas estaban bastante consolidadas.
La Pasión tiene vida propia y reclama un nuevo cambio de escenario, la entrada en Jerusalén queda muy cerca de la Iglesia y hay que independizarla, pues se juntan cuatro escenas, el espacio era muy limitado. Se mejora el encuentro de Jesús con su madre, con la Verónica y las mujeres. Se intenta mejorar el sonido y sobre todo la iluminación, para asemejarse lo más posible a la luz real de cada escena según la hora del día en que sucedieron los hechos.

### La pasión en la actualidad
A partir de las siete y media de la tarde, las calles del municipio se trasladan a la Jerusalén del siglo I d. C. para simbolizar la muerte y resurrección de Jesús de Nazaret. Esta obra teatral, representada el Sábado de Dolores, se distribuye a lo largo de dieciocho escenarios diferentes repartidos por todo el municipio.
Al tiempo que comienza la entrada de Jesús en Jerusalén, el sanedrín está especulando y viendo la forma de apresar a Jesús, llega el momento del encuentro, el sanedrín increpa a Jesús y éste les contesta con el apoyo de todos los que le siguen. Termina la Cena y Jesús con sus discípulos van al Huerto de los Olivos a rezar. 

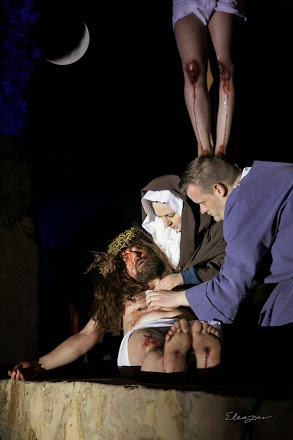
Jesús a manos de su madre

Por las calles del pueblo y, haciendo un recorrido bastante largo, Jesús, es conducido al sanedrín, atado, entre soldados e increpado por el pueblo. Solo algunas voces, apagadas por la mayoría, piden que le suelten. 
Jesús es condenado por el sanedrín, mas antes cruza su mirada con su amigo Judas. A priori, Jesús es enviado a Pilato.
En la entrada del parque los soldados romanos se hacen cargo de Jesús para llevarlo ante Pilato. Tras haber sido ridiculizado por Herodes, vuelve Jesús a Pilato, dónde recibe la sentencia “Condenado a morir en la cruz”. Éste se ha revestido de soldado para sentenciar a Jesús con todo su poder.
Jesús con la cruz a cuestas va camino del Calvario y una mujer sale a su encuentro, la Verónica, la cual intenta aliviar a Jesús, limpiarle el rostro, pero Jesús le concede a ella el mayor regalo “su propio rostro”. Es patente el sufrimiento y Jesús encomienda su espíritu al Padre. José de Arimatea se ha dado prisa en pedir el cuerpo de Jesús y poder darle sepultura. ¡El sepulcro está abierto! ¡No está Jesús! Unos ángeles les avisan que Jesús ha resucitado, nadie se ha llevado el cuerpo.

### Cronología
- 1992: Nace la representación de la Pasión.
- 1995: Se dio el salto a las calles del municipio.
- 1999: Se incorpora la entrada en Jerusalén.
- 2001: La televisión de Albacete emitió en su programación un documental sobre esta representación.
- 2002: Fundación de la asociación 'Amigos del Teatro en Motilla'.
- 2003: Se integran los diálogos de Jesús con María, Verónica y Mujeres. El pueblo se traslada a Tobarra (Albacete) para representar la Pasión Viviente.
- 2004: Desde ese año la representación es televisada por C.N.C. de Cuenca.
- 2006: Se afilia una nueva escena, Jesús ante Herodes y mejoras en la escena de Pilato
- 2007: Se realizan cambios en la última cena.
- 2010: La Pasión es declarada Fiesta de Interés Turístico Regional y para celebrarlo, el programa ‘Tal como somos’ de Castilla-La Mancha Televisión nos invita a representar La Pasión.
- 2011: Se construye el sepulcro y la cueva donde se hallaba Jesús tras su muerte. También se elabora un nuevo decorado, la última cena.
- 2012: Nacen nuevas escenas, distinta entrada en Jerusalén y la muerte de Judas.
- 2013: Renovación del decorado, Jesús ante Herodes, y se mejoran escenas.
- 2014: Se añade una nueva escena, camino de Emaús, también aparecen cambios en varios decorados, Juicio ante el sanedrín. Este año, XXII aniversario de La Pasión Viviente de Motilla del Palancar, Televisión Española (TVE) televisa La pasión de Motilla.
- 2016: Surgen numerosas mejoras en la mayor parte de las escenas. Para conmemorar esta XXV edición se adhiere al elenco de personajes el demonio.

### Itinerario y escenas
| Lugar                                    | Escena                                                                              |
| ---------------------------------------- | ----------------------------------------------------------------------------------- |
| Calle sol                                | 1. Camino de Emaús 2. Entrada triunfal en Jerusalén 3. Encuentro con los sanedritas |
| Interior de la Iglesia San Gil Abad      | 4. Última cena                                                                      |
| Plaza de España (Exterior de la Iglesia) | 5. Huerto de los Olivos                                                             |
| Avenida del Riato                        | 6. Negaciones de Pedro 7. Juicio ante el Sanedrin 8. Desesperación de Judas         |
| Parque El Carrascal (Explanada)          | 9. Juicio ante Pilato 10. Juicio ante Herodes 11. Primera caída y Simón de Cirene   |
| Calle Ronda Sur                          | 12. Segunda caída y encuentro con María 13. Verónica 14. Mujeres llorando           |
| Camino del Calvario                      | 15. Tercera caída                                                                   |
| Calvario                                 | 16. Crucifixión 17. Entierro 18. Resurrección                                       |

## Belén Viviente
El lujo de innovar año tras año en la Pasión Viviente, nuevos textos, escenarios, escenas... Los componentes de la asociación dieron un paso más allá, un nuevo reto, representar un Belén Viviente, una propuesta que ya la Asociación llevaba preparando desde hace unos años.
Reto difícil pero conseguido. En el 2011 se pone todo en marcha para este nuevo teatro, ésta nueva representación, que tiene lugar en el centro del pueblo, Avenida de El Riato.